# Leucoloma entabeniense
Leucoloma entabeniense là một loài Rêu trong họ Dicranaceae. Loài này được (Magill) La Farge mô tả khoa học đầu tiên năm 2002.